# Bomolocha conditalis
Bomolocha conditalis là một loài bướm đêm trong họ Noctuidae.